# Прикладная социология
Прикладная социология — область социологических наук, направленная на использование полученных социологических законов и знаний для решения жизненно важных задач общества, таких как:
- определение действительного состояния и законов жизни социальной системы (диагностика);
- социальное прогнозирование (определение возможных и наиболее вероятных направлений эволюции системы в будущем);
- планирование и научное обеспечение осуществления изменений в социальных системах, в том числе в организациях (в соответствии с поставленными задачами и критериями);
- «проектирование» социальных систем («социальный дизайн»);
- проектирование социотехнических систем;
- стратегическое развитие;
- командопостроение.